# Новий Пазар (місто, Сербія)
Новий Пазар (серб. Нови Пазар/Novi Pazar) — місто в Сербії. Розташоване на південному заході Сербії в окрузі Рашка недалеко від Косова.

## Назва
Назва Новий Пазар дослівно перекладається як «Новий базар» (в значенні нове місце для торгівлі). Протягом XIV століття під старою сербської фортецею Старий Раш знаходився важливий ринок, що називався Торговище (Трговиште). Під час подальшого завоювання Сербії Османською імперією в XV столітті ринок був перенесений на 11 км на схід. Таким чином місце розташування старого ринку стало називатися Старо-Трговиште, а нового ринку — Ново-Трговіште (тур. Yeni Pazar). Останній в результаті розвинувся в сучасне місто. Запозичене з турецької мови перське слово «базар» (тур. Pazar) в результаті замінило сербське трговіште і місто стало називатися Новий Пазар.

## Географія
Новий Пазар рощташований в 290 кілометрах від Белграда. Через місто тече річка Рашка.

## Населення
Населення у 2011 році становило 140 527 жителів.

## Уродженці
- Мірсад Туркан (* 1976) — турецький професійний баскетболіст сербського походження.